# Titularbistum Hippos
Hippos (ital.: Ippo) ist ein Titularbistum der römisch-katholischen Kirche. 
Der Bischofssitz war in der antiken griechisch-römischen Stadt Hippos in Palaestina. Der Titel wurde erstmals 1465 verliehen und ist seit 1945 vakant.
| Titularbischöfe von Hippos |                               |                                                                      |                    |                    |
| Nr.                        | Name                          | Amt                                                                  | von                | bis                |
| 1                          | Wolfgang Püchler OFM          | Weihbischof in Passau (Deutschland)                                  | 1445               | 23. Juli 1475      |
| 2                          | Nikolaus Kaps                 | Weihbischof in Passau (Deutschland) Weihbischof in Gurk (Österreich) | 14. März 1490      | April 1512         |
| 3                          | Francisco de la Cruz OSA      |                                                                      | 3. Juli 1545       | 18. August 1553    |
| 4                          | Pietro Orsini                 | Koadjutorbischof von Spoleto (Italien)                               | 11. April 1580     | 16. Mai 1581       |
| 5                          | Franciszek Ignacy Wysocki     | Weihbischof in Chełmno (Polen)                                       | 14. Juni 1728      | 14. Juli 1728      |
| 6                          | Joannes Paulus Maricone CRS   |                                                                      | 15. Dezember 1728  |                    |
| 7                          | Franciscus-Antonius de Méan   | Weihbischof in Lüttich (Belgien)                                     | 19. Dezember 1785  | 24. September 1792 |
| 8                          | Michele Argelati              | Weihbischof in Ostia (Italien)                                       | 1. Juni 1795       | 11. August 1800    |
| 9                          | Gregor von Zirkel             | Weihbischof in Würzburg (Deutschland)                                | 20. September 1802 | 18. Dezember 1817  |
| 10                         | Kaspar de Carl ab Hohenbalken | Koadjutorbischof von Chur (Schweiz)                                  | 27. Januar 1843    | 9. Januar 1844     |
| 11                         | Francisco Garcia Cantarines   | Weihbischof in Antequera (Mexiko)                                    | 24. April 1845     | 6. November 1847   |
| 12                         | Antonio Maria Saeli CSsR      | Koadjutorbischof von Mazara del Vallo (Italien)                      | 3. Juli 1882       | 22. September 1882 |
| 13                         | François-Marie Kersuzan       | Weihbischof in Port-au-Prince (Haiti)                                | 9. August 1883     | 13. August 1886    |
| 14                         | Matthew Gibney                | Koadjutorbischof von Perth (Australien)                              | 28. September 1886 | 1. November 1886   |
| 15                         | Thomas McGivern               | Koadjutorbischof von Dromore (Irland)                                | 17. Januar 1887    | 4. Dezember 1890   |
| 16                         | Angelo Cattaneo PIME          | Apostolischer Vikar von Süd-Henan (China)                            | 15. Juni 1905      | 13. Dezember 1910  |
| 17                         | Juan Plaza y García           | Apostolischer Administrator von Calahorra y Laz Calzada (Spanien)    | 27. August 1913    | 16. Dezember 1920  |
| 18                         | Fidel García Martínez         | Apostolischer Administrator von Calahorra y Laz Calzada (Spanien)    | 16. Dezember 1920  | 25. August 1927    |
| 19                         | John Bertram Peterson         | Weihbischof in Boston (USA)                                          | 7. Oktober 1927    | 13. Mai 1932       |
| 20                         | Joseph Elmer Ritter           | Weihbischof in Indianapolis (USA)                                    | 3. Februar 1933    | 23. März 1934      |
| 21                         | Gastão Liberal Pinto          | Koadjutorbischof von São Carlos do Pinhal (Brasilien)                | 24. März 1934      | 15. Oktober 1937   |
| 22                         | Nicanor Roberto Aguirre Baus  | Apostolischer Administrator von Loja (Ecuador)                       | 16. Dezember 1937  | 23. Oktober 1945   |